# Castro (Paraná)
Castro es un municipio brasileño del estado de Paraná. En los márgenes del Río Iapó, la ciudad tiene un excelente potencial turístico debido al relieve privilegiado (Cañón Guartelá y en las bellezas propias de la región de los Campos Generales).
Castro es la tercera ciudad más antigua del estado de Paraná. La fundación del municipio de Castro ocurrió en 1778 en homenaje a Martinho de Melo y Castro, Ministro de los Negocios Ultramarinos de Portugal, en los años de 1785 y 1790. 

## Geografía
Su área es de aproximadamente 2.531,503 km², representando 1.2701 % del estado, 0.4492 % de la región y 0.0298 % de todo el territorio brasileño. Se encuentra en la Primera Meseta, estando a 988 m sobre el nivel del mar. El clima es subtropical húmedo con presencia de heladas y ocasionalmente nieve, con predominancia de bajas temperaturas durante el invierno y el otoño y temperaturas amenas durante el verano y primavera. La temperatura media es de 19,9 °C y 12,4 °C en el invierno, no pasando de 26 °C en el verano.

## Datos generales
- Población: 65.496 hab (IBGE out. 2007)
- Zona Urbana: 43.250 hab
- Zona Rural: 20.331 hab
- Recolección de residuos cloacales: 55,36%
- Agua tratada: 99,86%
- Empleo formal: 43,98%
- Clima: Subtropical húmedo